# Alexandre Cabanel
Alexandre Cabanel (Montpellier 28 de septiembre de 1823-París 23 de enero de 1889) fue un pintor y profesor de arte francés. 

## Formación
Alumno de François-Édouard Picot en la École des Beaux-Arts, ganó una segunda medalla en el Salón de Roma en 1845 y residió durante cinco años en la Villa Médici.

## Trayectoria
La fama le llegó con su lienzo El nacimiento de Venus, que fue adquirido por el emperador Napoleón III en 1863. Ese mismo año, fue nombrado profesor en la École des Beaux-Arts y fue elegido miembro de la Académie des Beaux-Arts. Entre 1868 y 1888, fue en 17 ocasiones miembro del jurado del Salón de París, en el cual le fue concedida la medalla de honor en 1865, 1867 y 1878. 
Pintor de historia, de género y retratista, su obra evolucionó con los años hacia temas románticos, tales como Albaydé, inspirado en un poema de Orientales de Victor Hugo. Su obra fue especialmente conocida y reclamada por los coleccionistas internacionales y por las instituciones, y fue uno de los artistas preferidos de los emperadores Napoleón III y Eugenia de Montijo. Artista contrario al Naturalismo y al Impresionismo, y en particular enemigo de Édouard Manet, fue criticado a su vez por Émile Zola y los naturalistas, así como por todos aquellos que defendían la emergencia de un arte menos galante y más social y exigente.
Pintó numerosos cuadros no tan conocidos, Armonía, Fedra, La condesa de Keller, y un largo etcétera.

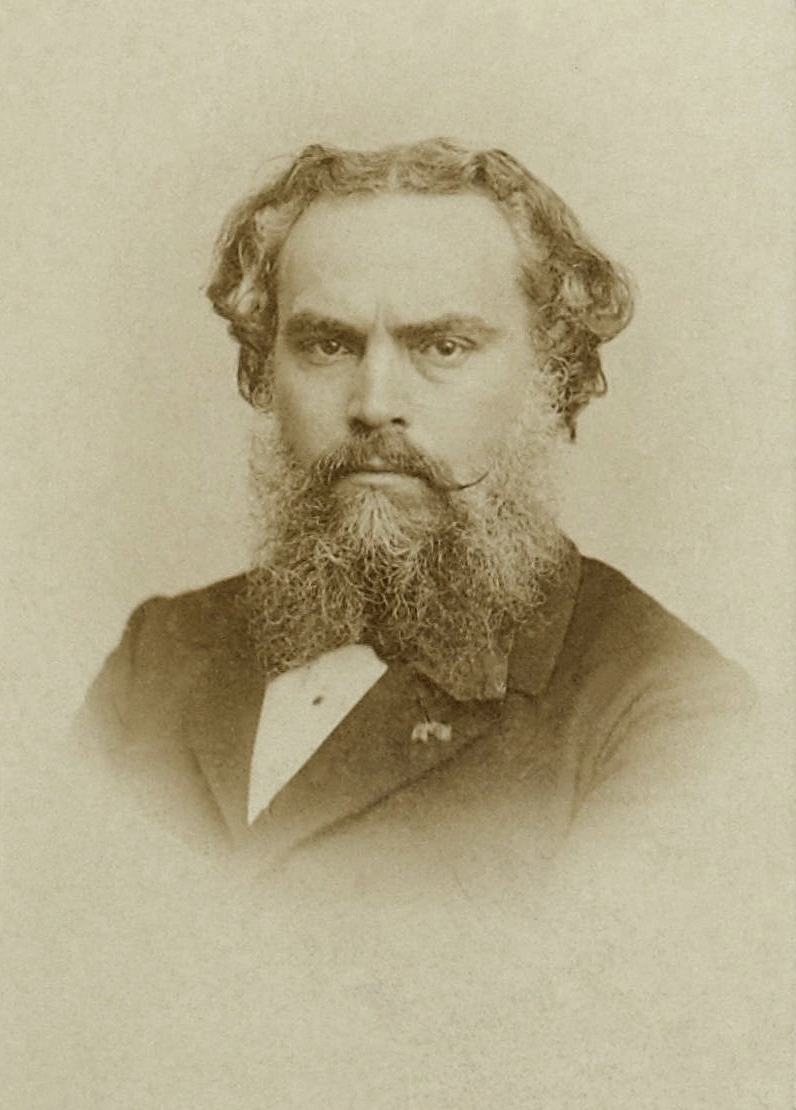
Alexandre Cabanel, ca.1865

Alexandre Cabanel tuvo como alumnos, entre otros, a Jean-Joseph Benjamin-Constant, Alexandre Jean Baptiste Brun, Albert Besnard, Vlaho Bukovac, Charles Bulteau, Gaston Bussière, Louis Capdevielle, Eugène Carrière, Fernand Cormon, Pierre Auguste Cot, Édouard Debat-Ponsan, Émile Friant, Pierre Fritel, François Guiguet, Jules Bastien Lepage, François Flameng, Charles Fouqueray, Henri Gervex, Simó Gómez, Charles Lucien Léandre, Henri Le Sidaner, Aristide Maillol, Édouard-Antoine Marsal, Fernand Pelez de Cordova, Henri Regnault, Louis Royer, Jean-Jacques Scherrer, Joseph-Noël Sylvestre, Paul Tavernier, Étienne Terrus, Adolphe Willette, Edmond Borchard, Rodolfo Amoedo y Almeida Júnior.

## Galería

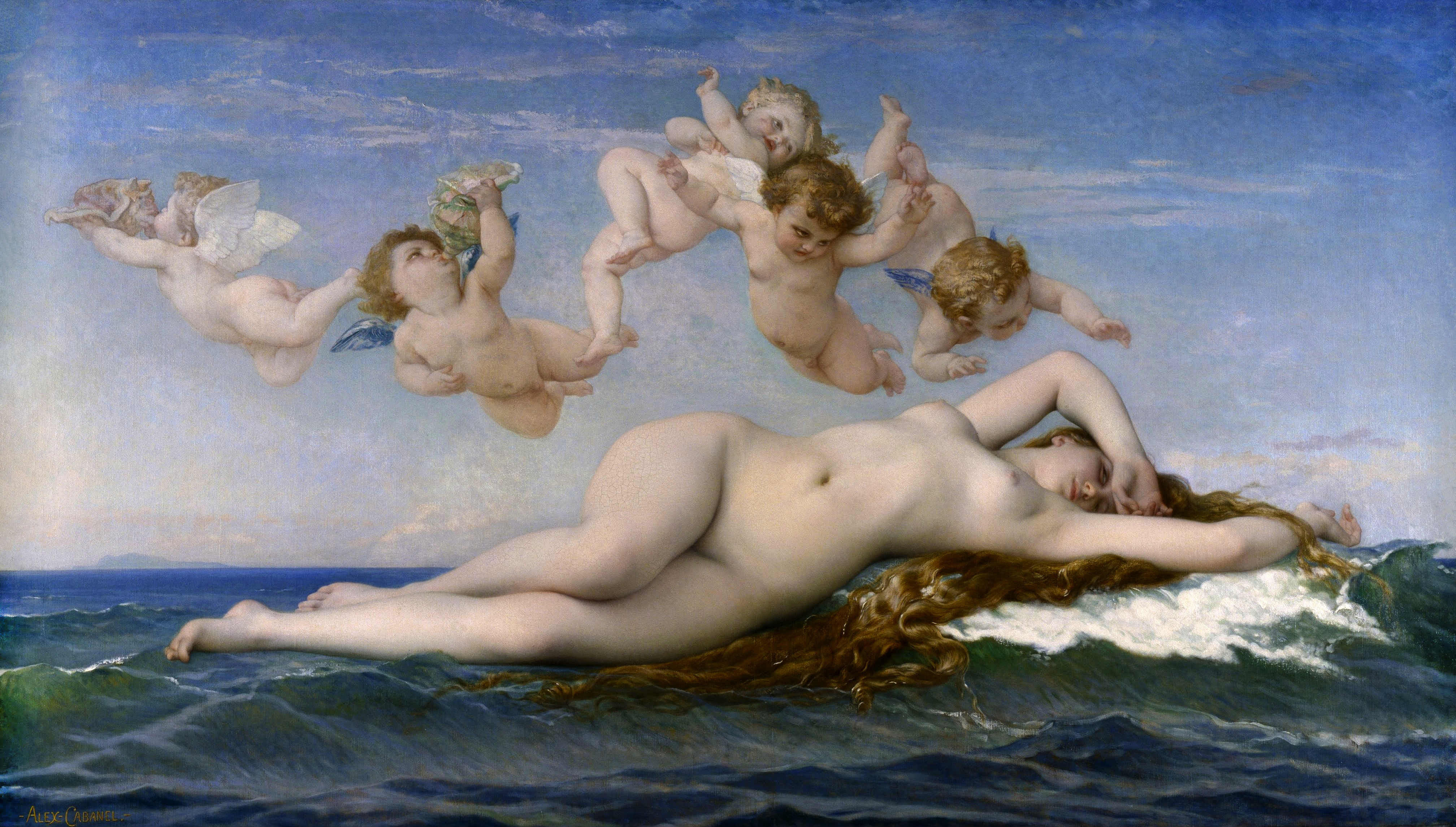
El nacimiento de Venus (1863).
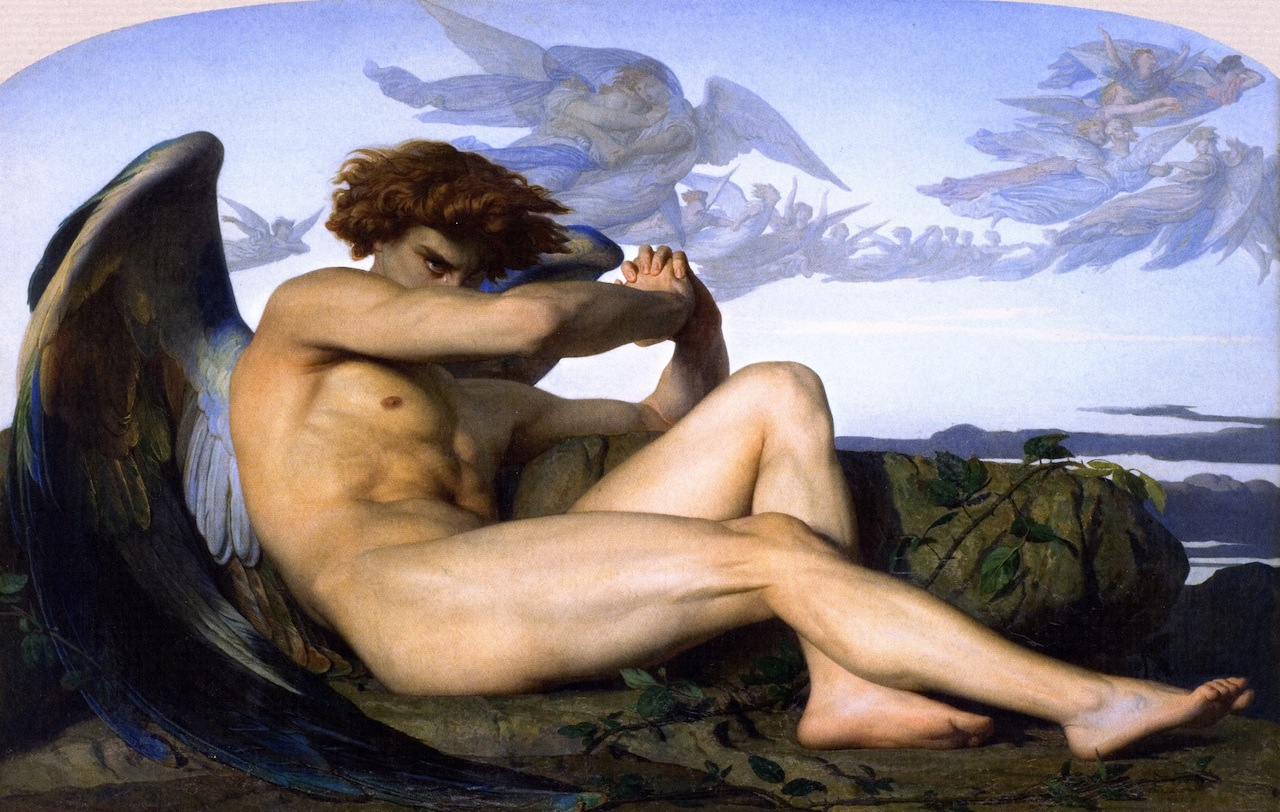
Ángel caído (1847)
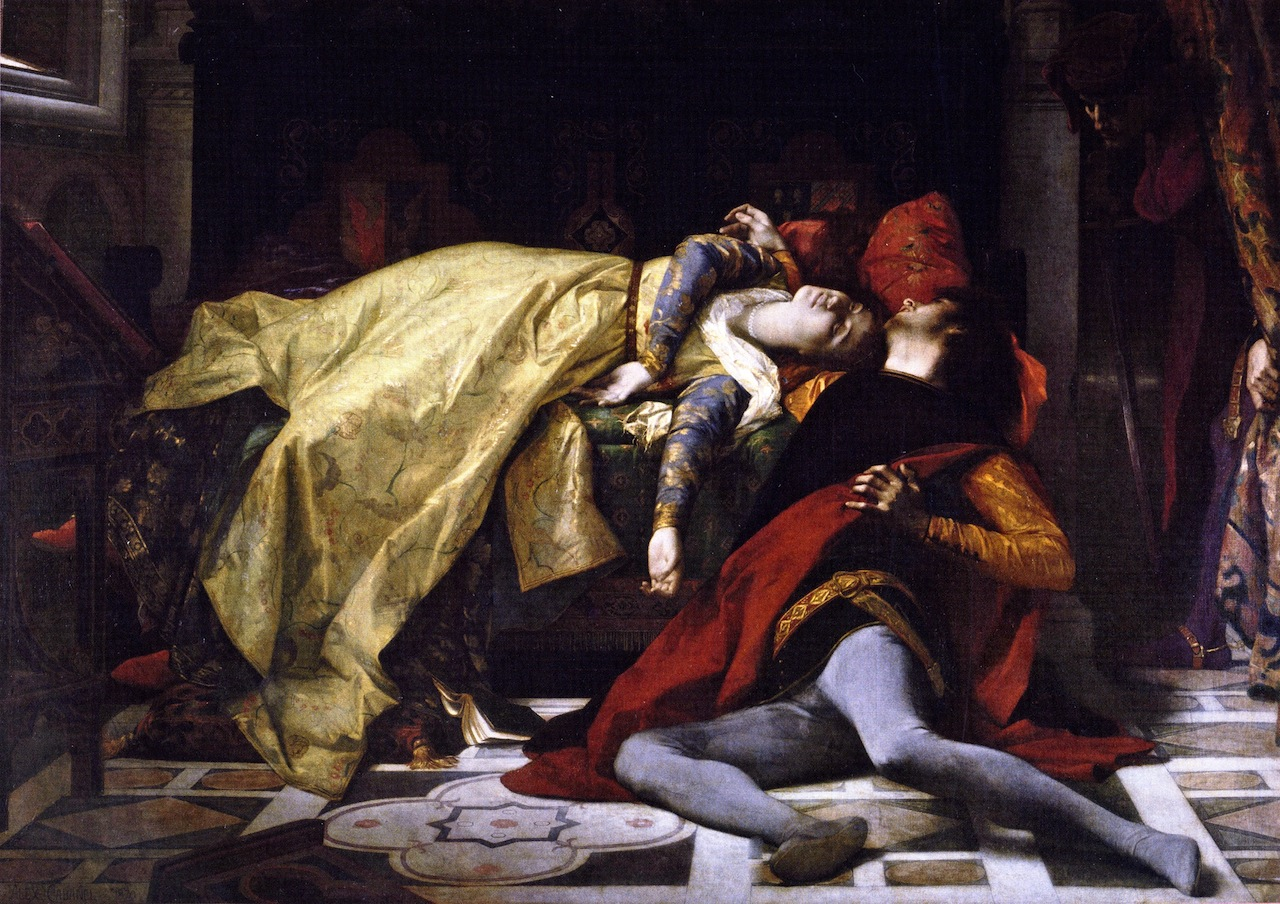
La muerte de Francesca de Rimini y Paolo Malatesta (1870)
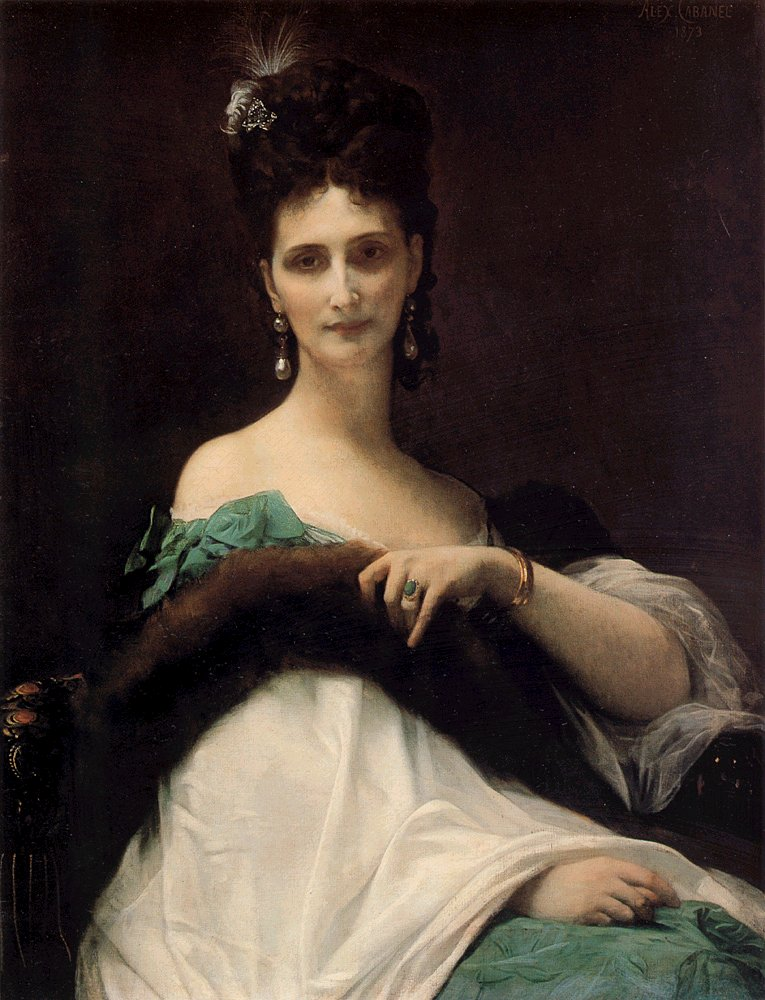
La condesa de Keller (1873)
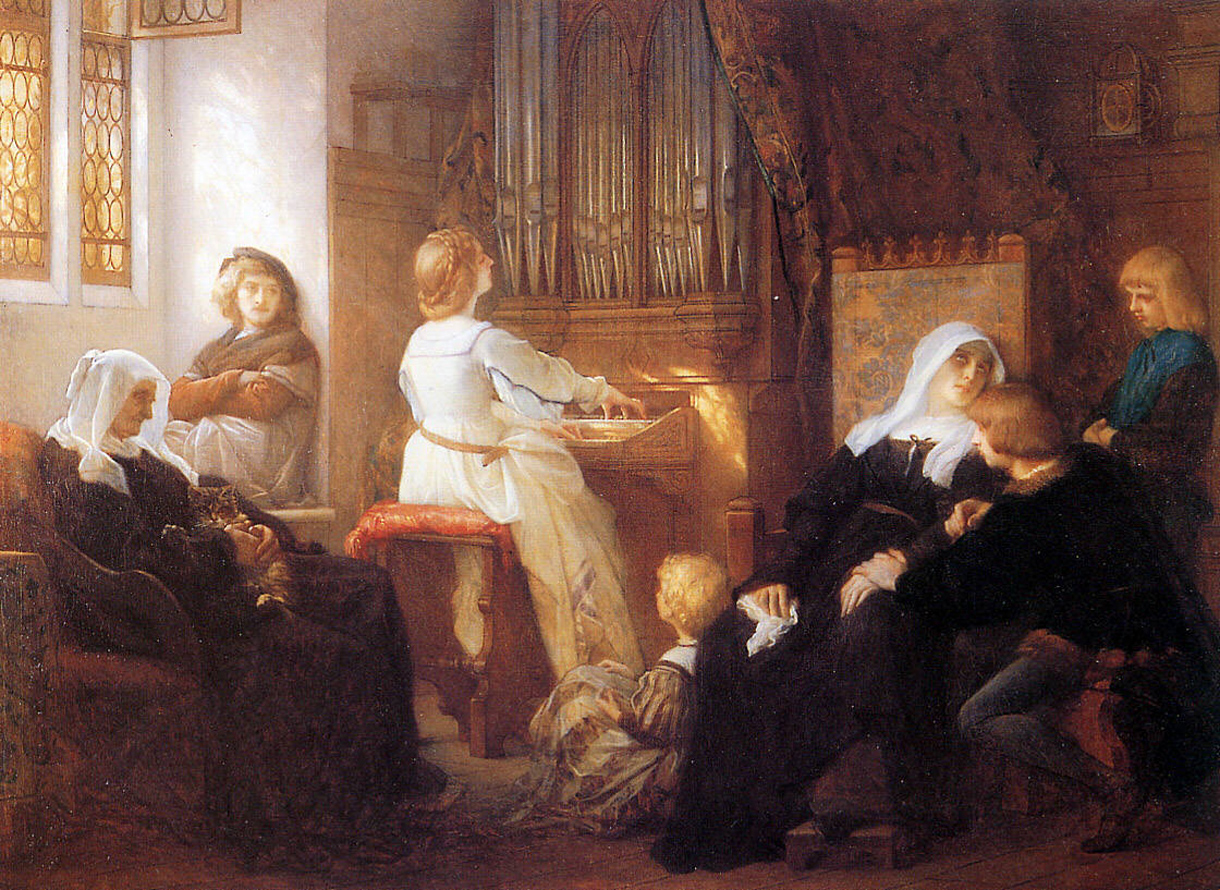
Armonía (1877)
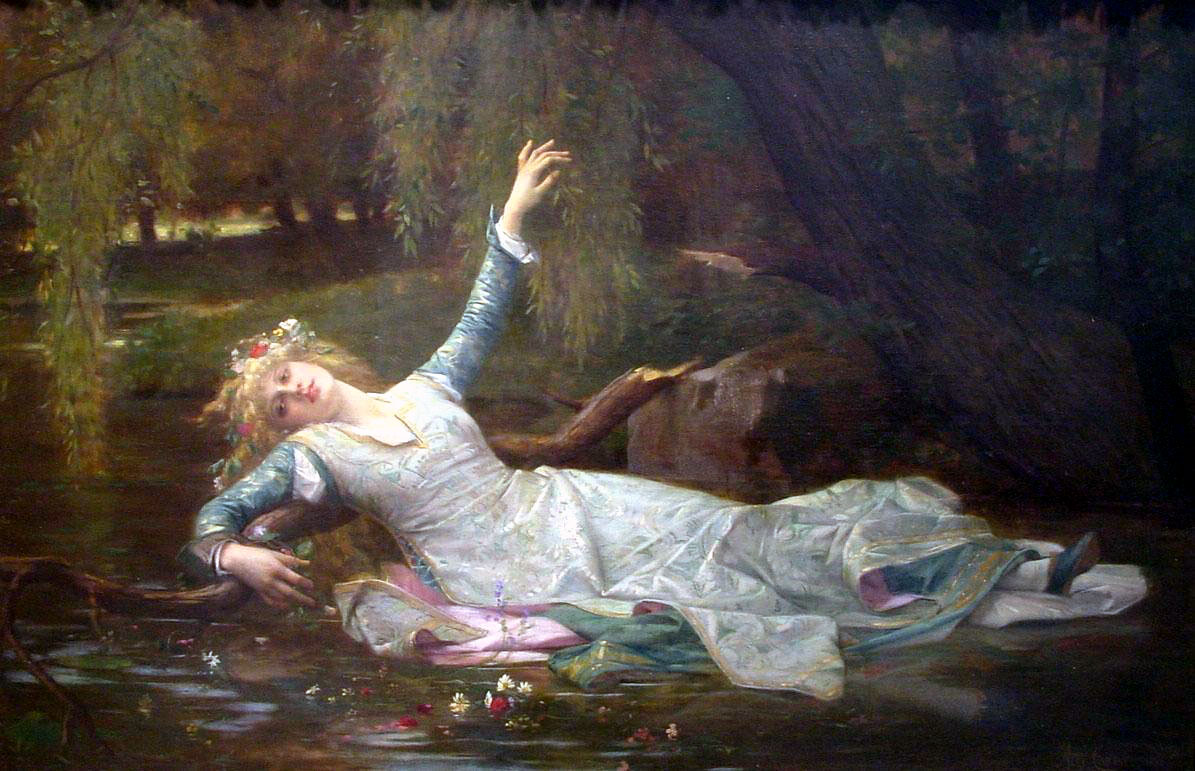
Ofelia (1883)
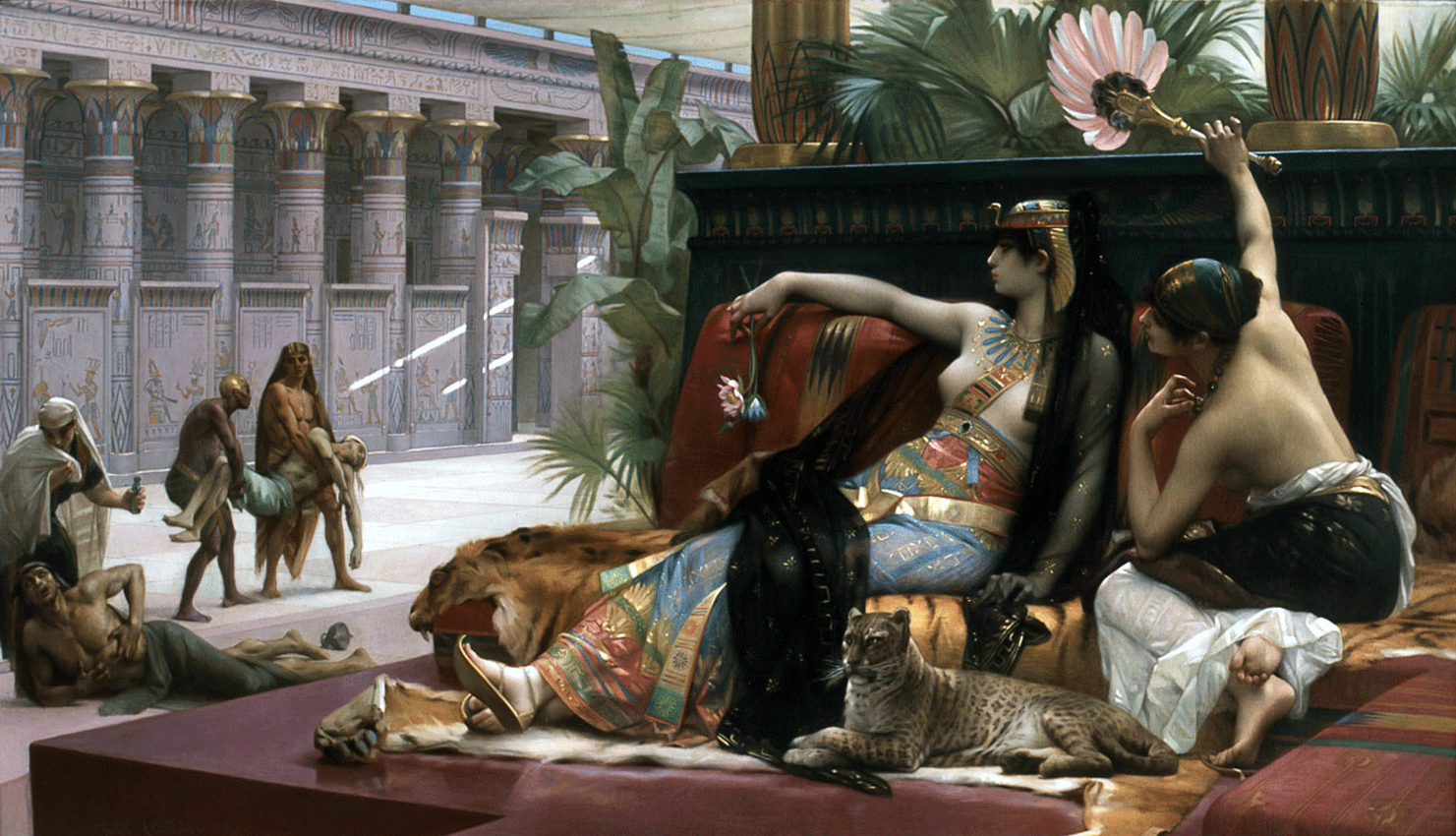
Cleopatra probando venenos en prisioneros condenados (1887)
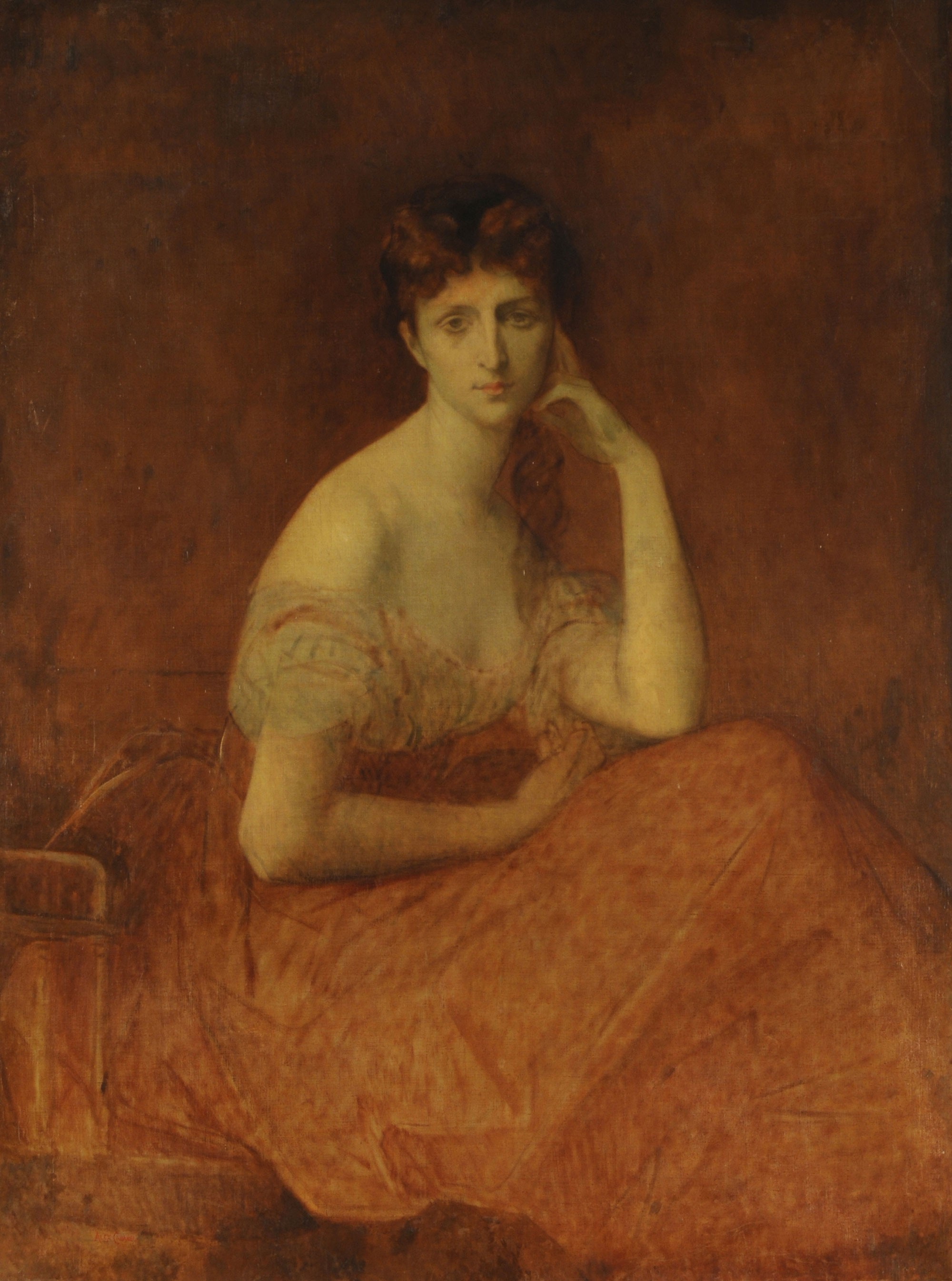
Boceto - Alexandre Cabanel

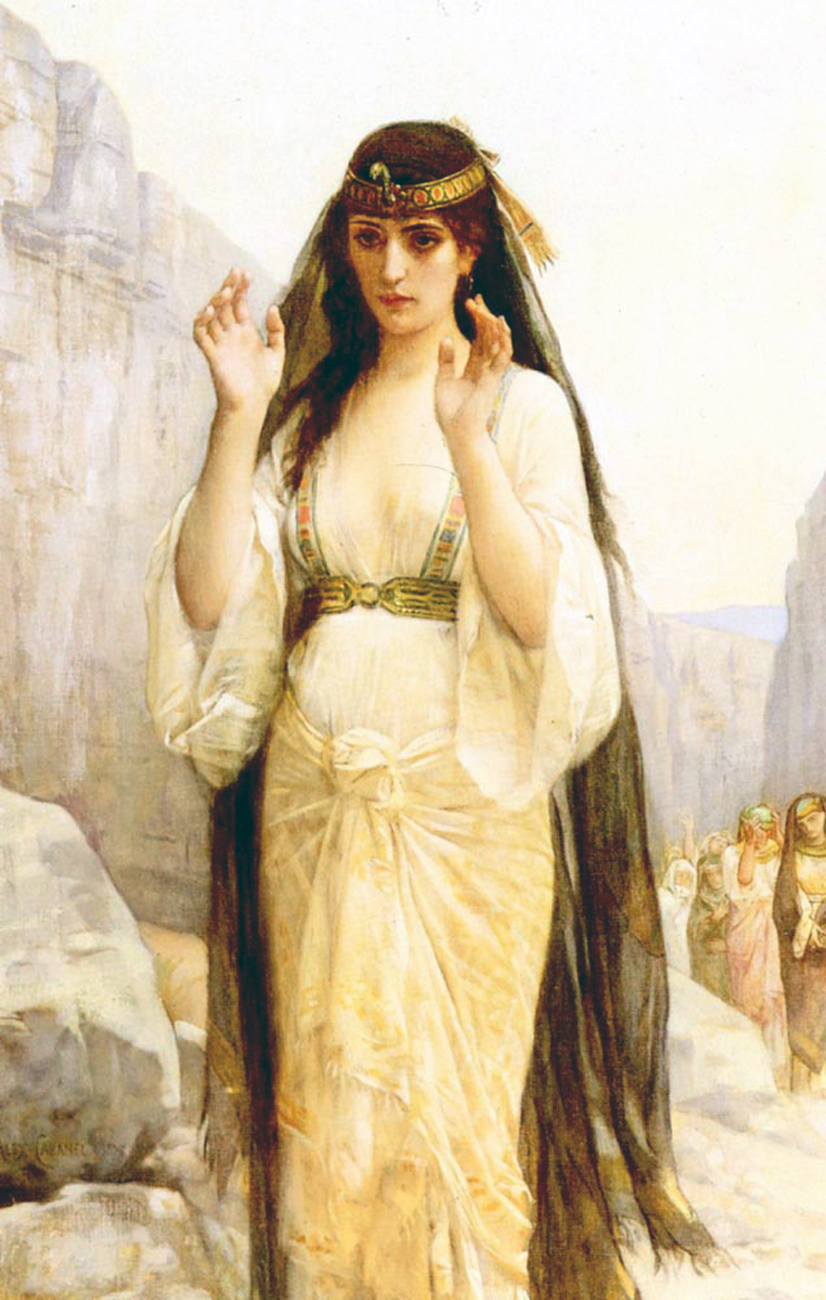
La hija de Jefté (1879)
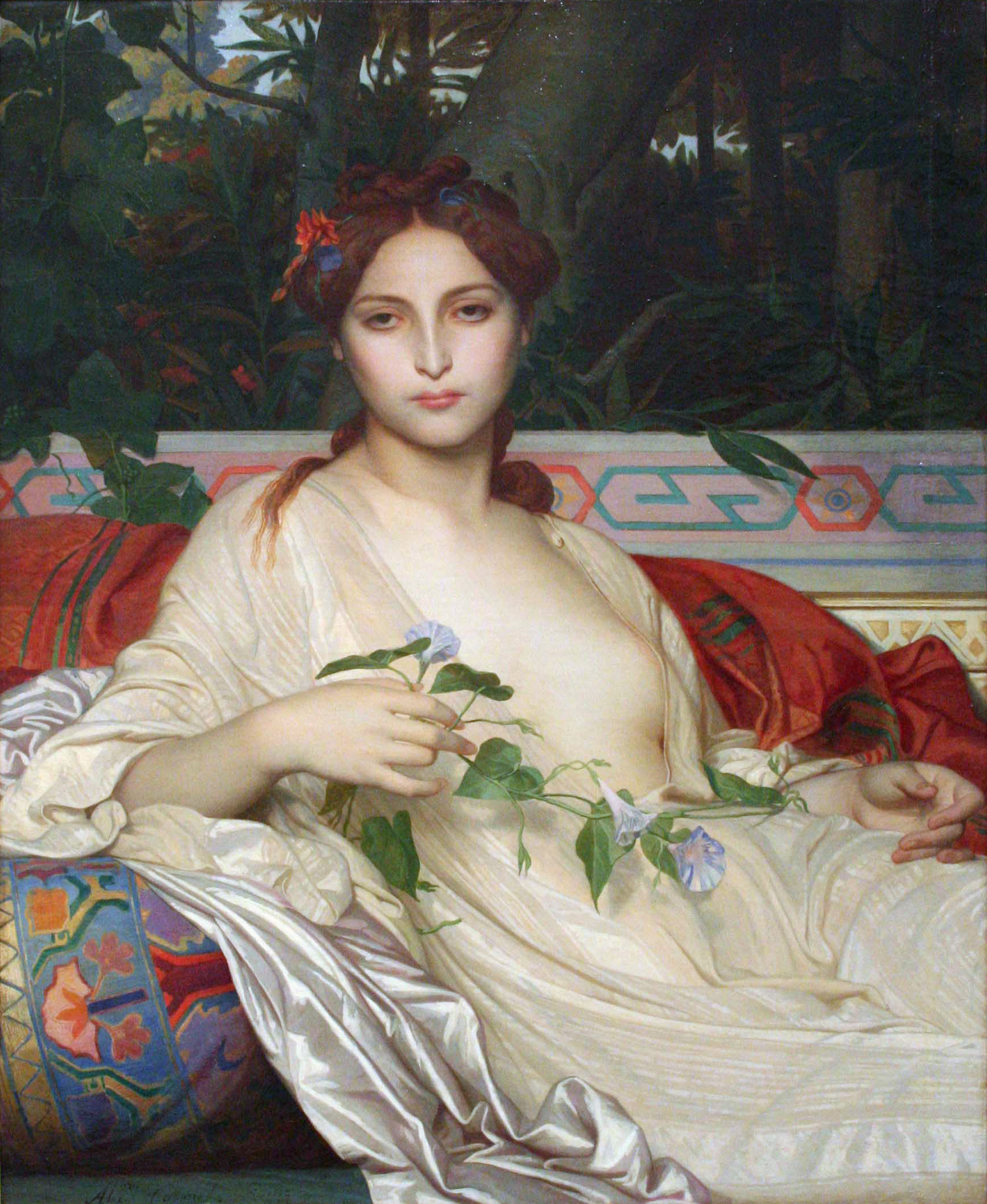
Albaidé (1884)
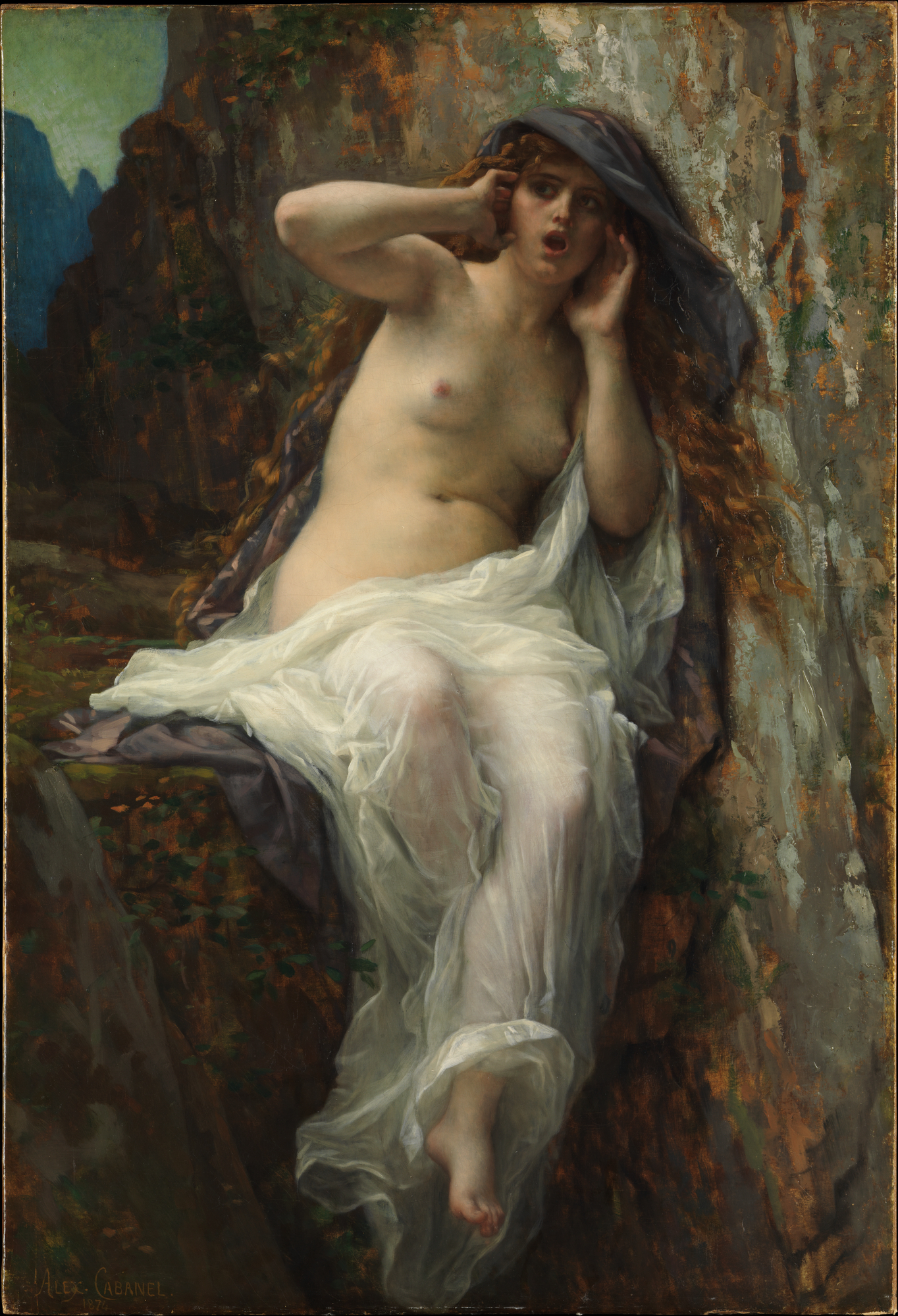
Eco (1887)
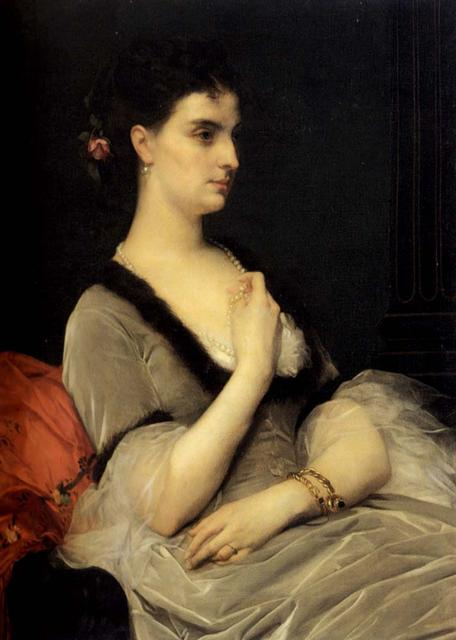
Retrato de la condesa Elizaveta Andreevna Vorontsova Dashkova
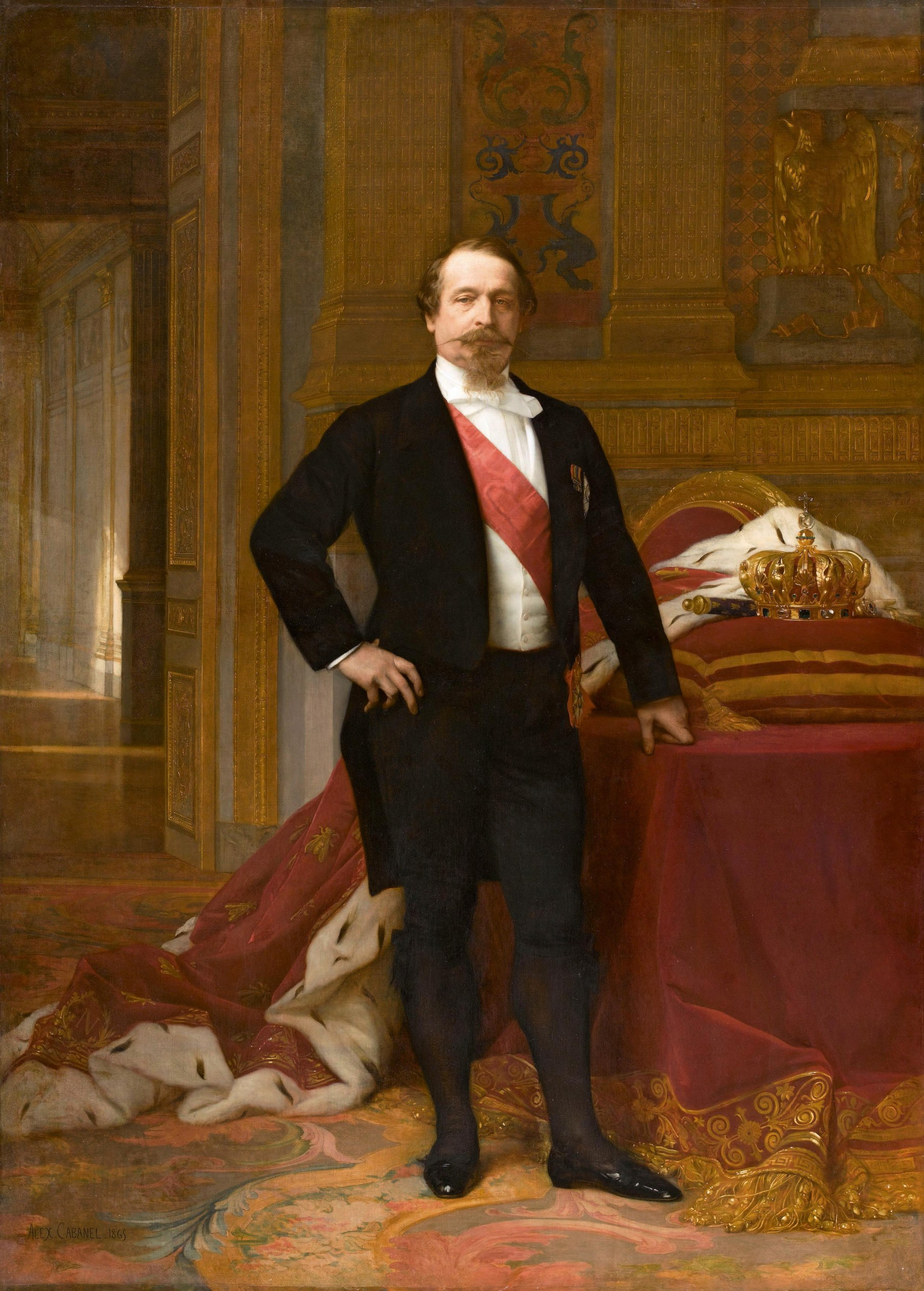
Napoleón III
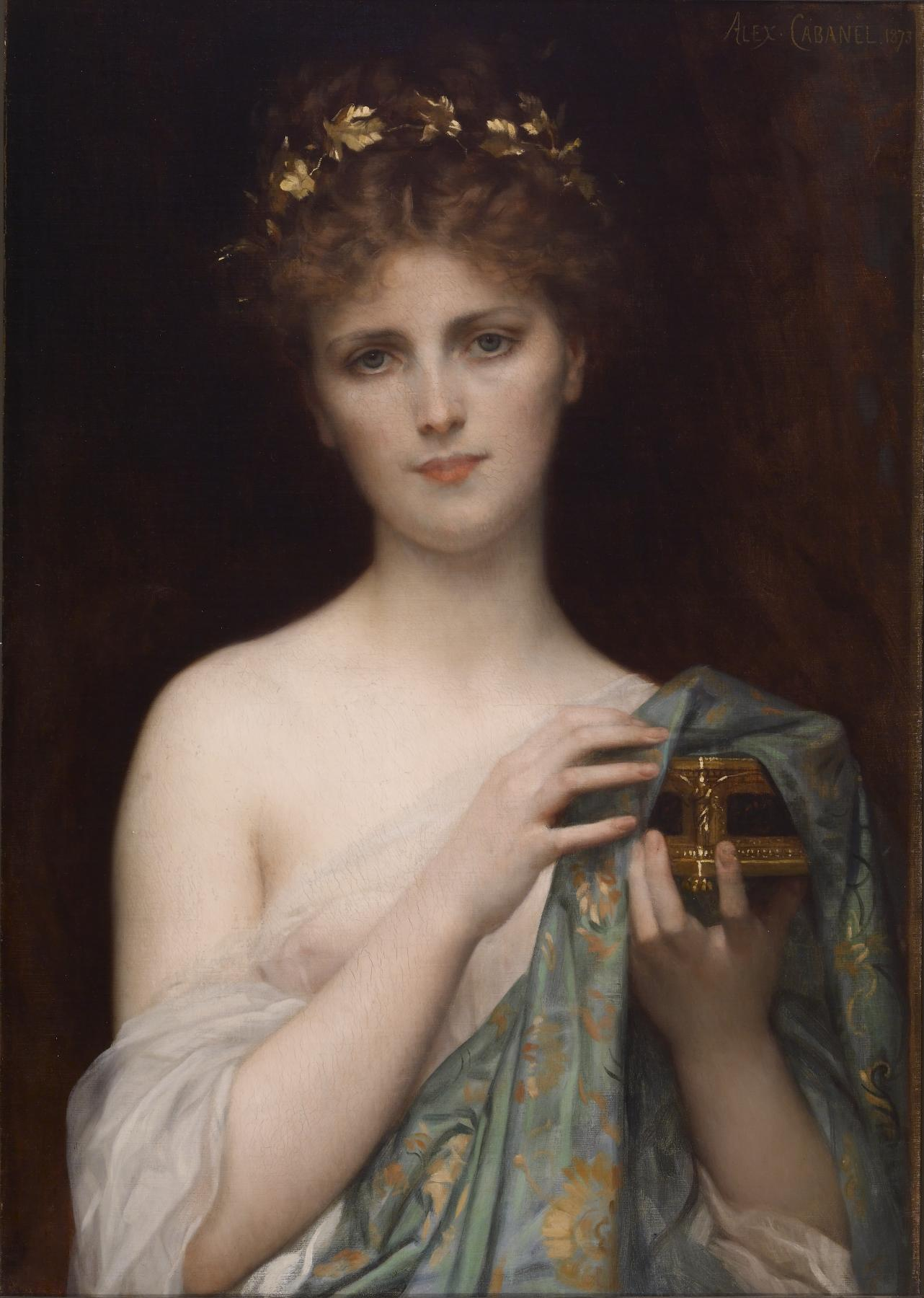
Pandora (1873).